# Świniary (Góra)
Pour les articles homonymes, voir Świniary.
Świniary est une localité polonaise de la gmina de Wąsosz, située dans le powiat de Góra en voïvodie de Basse-Silésie.